# サント＝マリー＝ド＝ラ＝メール
サント＝マリー＝ド＝ラ＝メール（Saintes-Maries-de-la-Mer）は、フランスのブーシュ＝デュ＝ローヌ県アルル郡の都市。
コミューンの面積は、フランス・メトロポリテーヌにおいてアルル、ヴァル＝スニに次いで第3位の広さを持つ。カマルグの主都であり、カトリックの巡礼地であり、プロヴァンスの海辺のリゾート地でもある。
都市の名前は「海（から）の聖マリアたち」の意味であり、この市名は後述の伝説に基づいている。

## 市名の由来となった伝説
ナザレのイエスが磔刑に処せられた後、3人のマリア（マグダラのマリア、マリア・サロメ、マリア・ヤコベ）、従者のサラ、マルタ、ラザロたちが、エルサレムから小舟で逃れてこの地へと流れ着いた。彼女たちのうち、マリア・ヤコベとマリア・サロメの2人とこれに従うサラがこの地に残った。これがこの市の名の由来であるとされる（このため、市名は「海の2人の聖女マリア」などのように訳されることもある）。ちなみに、伝説では、マグダラのマリアはサント=ボーム山塊へ、マルタはタラスコンへ赴いたとされており、それぞれの地には彼女たちにちなんだ伝説が残っている。

## 観光・祭事
- 教会 - この地で歿した2人のマリアが眠っているとされる。
- 5月と10月の祭り - 2人のマリアにちなむ祝日に盛大な祭りが行われる。従者サラがロマの守護聖人であったことから、ロマが大勢集まる祭りとしても知られる。

## 人口統計
| 1962年 | 1968年 | 1975年 | 1982年 | 1990年 | 1999年 | 2006年 | 2015年 |
| ------ | ------ | ------ | ------ | ------ | ------ | ------ | ------ |
| 2179   | 2244   | 2120   | 2045   | 2232   | 2479   | 2341   | 2680   |

参照元:1962年から1999年までは複数コミューンに住所登録をする者の重複分を除いたもの。それ以降は当該コミューンの人口統計によるもの。1999年までEHESS/Cassini、2006年以降INSEE

## 姉妹都市
- ビリャマンリケ・デ・ラ・コンデサ、スペイン
- グロッセート、イタリア

## ギャラリー

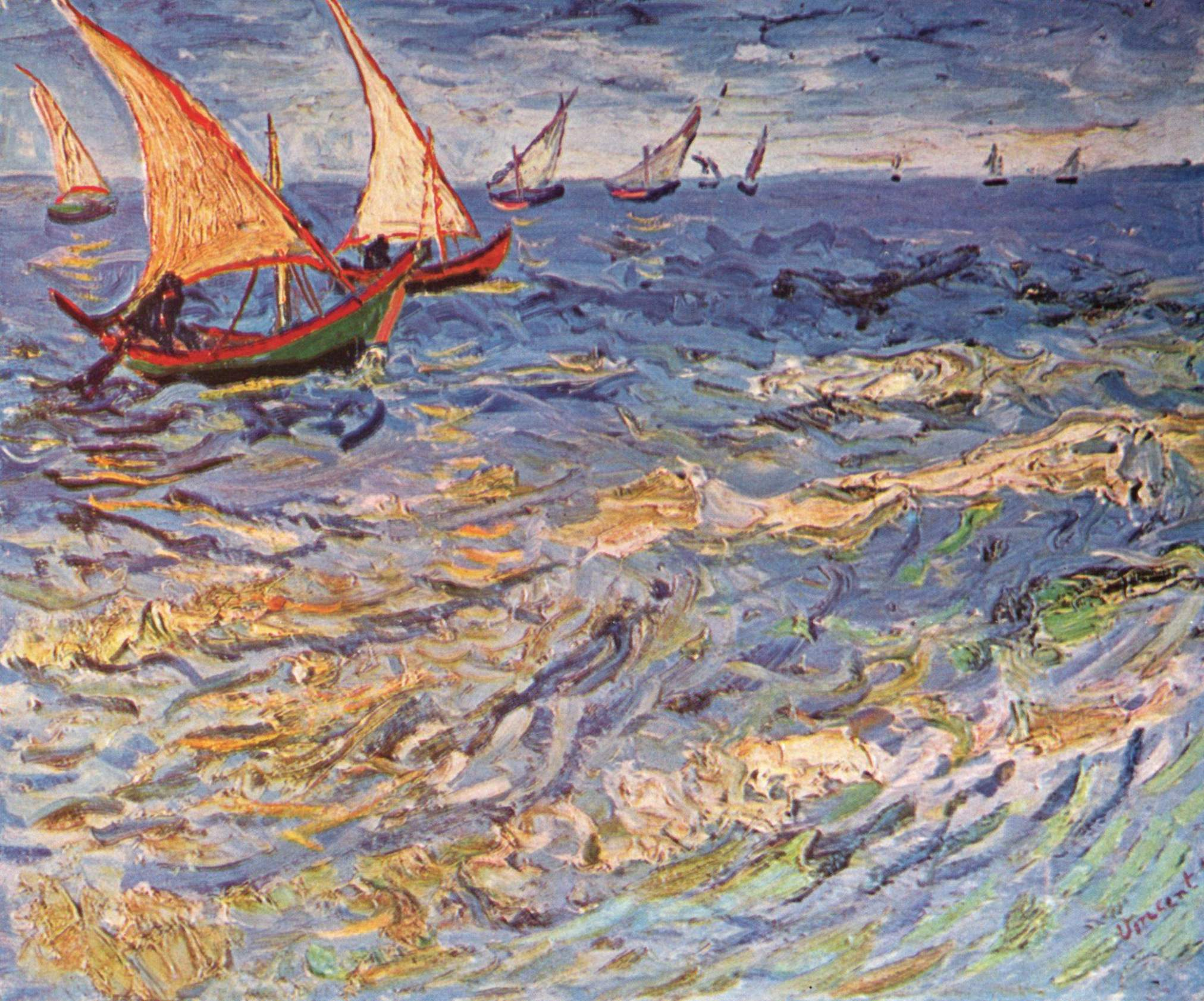
ゴッホの描いたサント＝マリー＝ド＝ラ＝メールの海
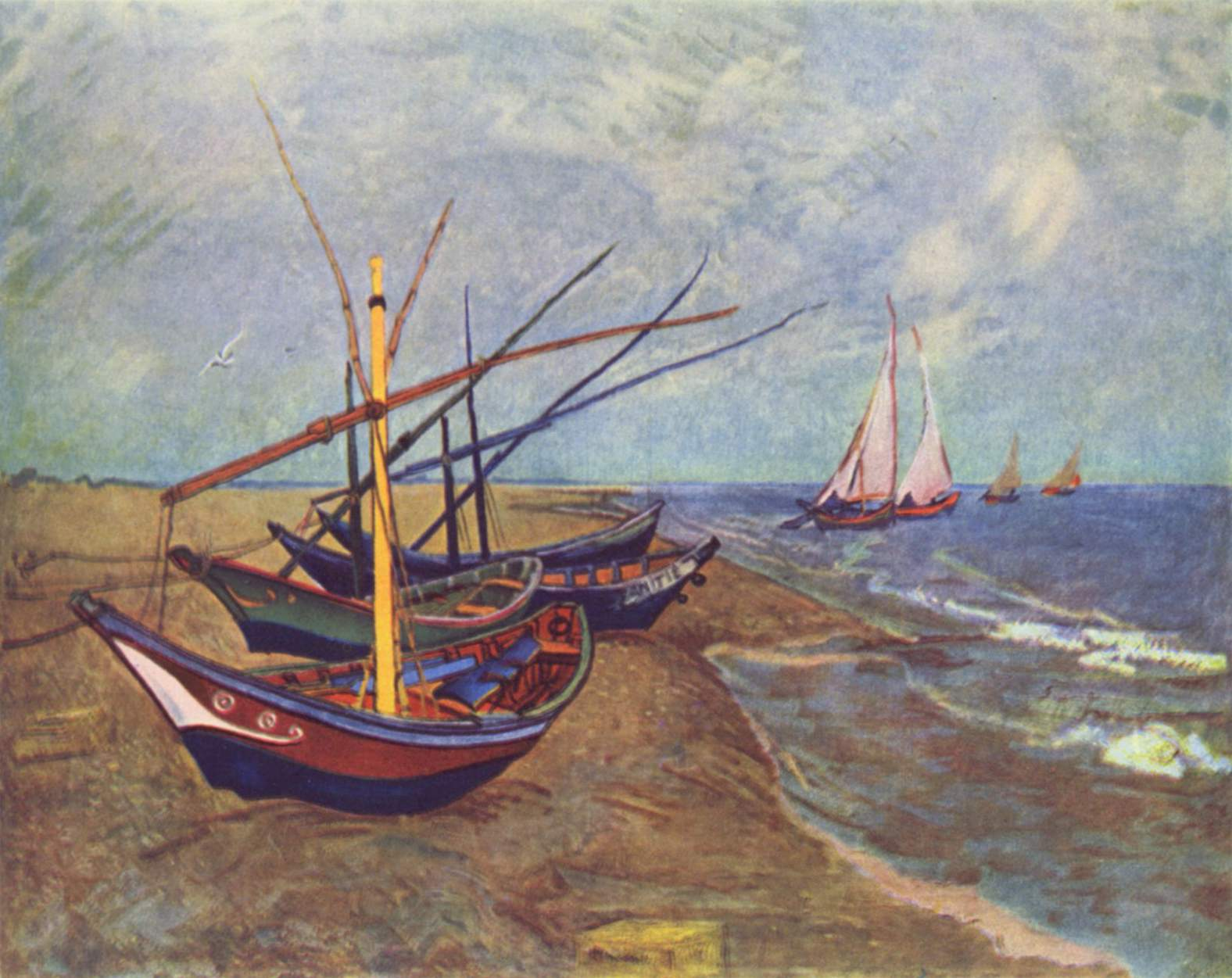
港

## 主な出来事
- 2020年 - フランス憲兵隊が、トップレスで日光浴をしていた女性に服を着るように注意。この様子がSNSを通じて拡散すると憲兵隊を批判し、女性の権利を擁護する声が高まった。憲兵隊はフェイスブックを通じて対応に「不手際」があったと認めたが事態は収束せず、最終的にダルマナン内相が「自由は貴重なものだ。犯した間違いを当局が認めるのは当然のことだ」と表明するに至っている[4]。

## 参照
1. ↑  http://cassini.ehess.fr/cassini/fr/html/fiche.php?select_resultat=31594
2. ↑  https://www.insee.fr/fr/statistiques/3293086?geo=COM-13096
3. ↑  http://www.insee.fr
4. ↑  “仏内相、トップレス日光浴の「貴重な」権利を擁護”.   AFP (2020年8月26日). 2020年10月9日閲覧。